# Krowiarki (Silésie)
Pour les articles homonymes, voir Krowiarki.
Krowiarki est une localité polonaise de la gmina de Pietrowice Wielkie, située dans le powiat de Racibórz en voïvodie de Silésie.